# Espaço de estados
Na engenharia de controle, uma representação em espaço de estados é um modelo matemático de um sistema físico composto de um conjunto de variáveis  de entrada, de saída e de estado relacionadas entre si por meio de equações diferenciais de primeira ordem. Para abstrair-se do número de entradas, saídas e estados, as variáveis são expressas em vetores e as equações diferenciais e algébricas são escritas na forma matricial (esta forma é possível somente quando o sistema dinâmico é linear e invariante no tempo). A representação em espaço de estados (também conhecida como "abordagem no domínio do tempo") fornece uma maneira prática e compacta para modelar e analisar sistemas com múltiplas entradas e saídas. Com p entradas e q saídas, teríamos, de outra forma, que escrever transformadas de Laplace para codificar todas as informações sobre um sistema. Diferentemente da abordagem no domínio da freqüência, o uso da representação no espaço de estados não se limita a sistemas com componentes lineares e com condições iniciais nulas. O "espaço de estados" refere-se ao espaço cujos eixos são as variáveis de estado. O estado do sistema pode ser representado como um vetor dentro desse espaço.

## Variáveis de estado
As variáveis de estado são a menor quantidade de variáveis do sistema que conseguem representar todo o estado em qualquer momento. O menor número de variáveis de estado capaz de representar todo um sistema em um determinado momento, geralmente está relacionado com a quantidade de componentes diferenciais do circuito. Se o sistema for escrito como uma função de transferência da entrada para a saída, o número mínimo de variáveis de estado pode ser estabelecido a partir da análise da mesma, sendo a maior ordem da função no denominador esse valor. Então, a partir das variáveis de estado e das derivadas das mesmas, pode-se montar um sistema linear capaz de representar o circuito em qualquer ponto.

## Sistema linear
Para a representação do estado usualmente utiliza-se do seguinte sistema linear, sendo:
{\displaystyle {\dot {\mathbf {x} }}(t)=A\mathbf {x} (t)+B\mathbf {u} (t)}
{\displaystyle \mathbf {y} (t)=C\mathbf {x} (t)+D\mathbf {u} (t)}
{\displaystyle \mathbf {x} (t)}o vetor das variáveis de estado de tamanho {\displaystyle n}
{\displaystyle \mathbf {y} (t)}as saídas desejadas de tamanho {\displaystyle q}
{\displaystyle {\dot {\mathbf {x} }}(t)}o vetor da derivada das variáveis de estado de tamanho {\displaystyle n}
{\displaystyle \mathbf {u} (t)}as fontes do circuito de tamanho {\displaystyle p}
{\displaystyle A} a matriz de estado de tamanho  {\displaystyle n}x {\displaystyle n}
{\displaystyle B} a matriz de entrada de tamanho {\displaystyle n}x {\displaystyle p}
{\displaystyle C} a matriz de saída de tamanho {\displaystyle q}x {\displaystyle n}
{\displaystyle D} a matriz de alimentação {\displaystyle q}x {\displaystyle p}
Esse sistema consegue avaliar toda e qualquer alteração das variáveis do circuito identificadas em {\displaystyle \mathbf {y} (t)}, a partir de alterações introduzidas pelas variáveis de estado, as quais podem ser as tensões nos capacitores ou as correntes nos indutores, por exemplo. De forma mais genérica, as variáveis de estado devem-se se relacionar com as derivadas das mesmas em alguma variável do circuito, como por exemplo as correntes nos capacitores,  {\displaystyle i_{c}=C{\dot {x_{1}}}}, e as tensões nos indutores, {\displaystyle V_{L}=L{\dot {x_{2}}}}.

### Resolução do sistema
Leva-se o sistema anterior do domínio tempo para o domínio frequência a partir da transformada de Laplace, resultando em:
{\displaystyle s\mathbf {X} (s)-\mathbf {x} (0)=A\mathbf {X} (s)+B\mathbf {U} (s)}
{\displaystyle \mathbf {Y} (s)=C\mathbf {X} (s)+D\mathbf {U} (s)}
De forma a resolver o sistema, substitui-se a primeira equação na segunda, resultando em:{\displaystyle \mathbf {Y} (s)=C((s\mathbf {I} -A)^{-1}\mathbf {x} (0)+(s\mathbf {I} -A)^{-1}B\mathbf {U} (s))+D\mathbf {U} (s)}Logo, é possível encontrar a função transferência.